# Pardasena brunnescens
Pardasena brunnescens är en fjärilsart som beskrevs av George Francis Hampson 1905. Pardasena brunnescens ingår i släktet Pardasena och familjen trågspinnare. Inga underarter finns listade i Catalogue of Life.